# Широке (Дніпровський район)
Широ́ке — село в Україні, в Солонянській селищній територіальній громаді Дніпровського району Дніпропетровської області. Населення станом на 2021 рік — 654 мешканці.

## Географія
Село Широке знаходиться на березі річки Суха Сура за 10 км на захід від центру громади Солоного, на відстані в 1 км розташовані села Сергіївка і Морозівка (Запорізький район). На річці зроблено кілька загат. У селі Балка Широка впадає у річку Суху Суру.

## Історія
Широке засноване в другій половині XVIII ст. внаслідок переселення лоцманів, що жили над Дніпром в районі порогів із сіл Кодаки, Звонецьке, Вовніги на місці запорозького зимівника. Відносилося до Кодацької паланки.
У XVIII—XIX сторіччях село входило до складу Лоцманської контори Дніпровських порогів, а мешканці наймались у дніпровські лоцмани.
У 1905 мешканці Широкого Леонтій Козар та Євмен Шевченко  були активними членами Селянської Спілки у відстоюванні прав селян за краще економічне становище
У Широкому знаходилися три виробничі бригади колгоспу ім. Свердлова, за яким закріплено 9003 га сільгоспугідь, у тому числі 8022 га орних земель. Центральна садиба колгоспу була розташована в селі Тритузне. Господарство спеціалізувалося на виробництві зерна, молока і м'яса.
1970 року тут мешкало 1123 особи. На кінець 2013 року за переписом тут мешкало приблизно 608 осіб .

## Опис
Є середня школа, в якій навчаються близько 60(2013 рік) учнів та працюють 24 вчителі, клуб із залом для глядачів на 170 місць, бібліотека, в книжковому фонді якої налічується 5857 томів, фельдшерсько-акушерський пункт, Близько 20 дітей трудівників села відвідують дитячий сад. Працюють комбінат побутового обслуговування, 4 магазині, поштове відділення. У селі прокладено водопровід з технічною водою.
На честь радянських воїнів, загиблих при звільненні Широкого від фашистських окупантів, і воїнів-односельчан, полеглих у роки нацистсько-радянської війни, у селі споруджені два обеліски.

## Населення

### Мова
Розподіл населення за рідною мовою за даними перепису 2001 року:
| Мова                | Відсоток |
| ------------------- | -------- |
| українська          | 93,3 %   |
| російська           | 5,1 %    |
| молдовська          | 1,1 %    |
| інші/не визначилися | 0,5 %    |

## Відомі люди
Уродженцями села є:
- Козар Павло Антонович (1894—1944) — український історик, археолог та педагог.
- Пишний Василь Іванович (1943) — український священник, протоієрей ПЦУ, благодійник та книговидавець.
- Іванов Анатолій Олександрович (науковець)

У селі мешкали:
- Ільгільдінов Дмитро Фарідович (1980—2014) — солдат Збройних сил України, учасник російсько-української війни.